# 小僧寿し

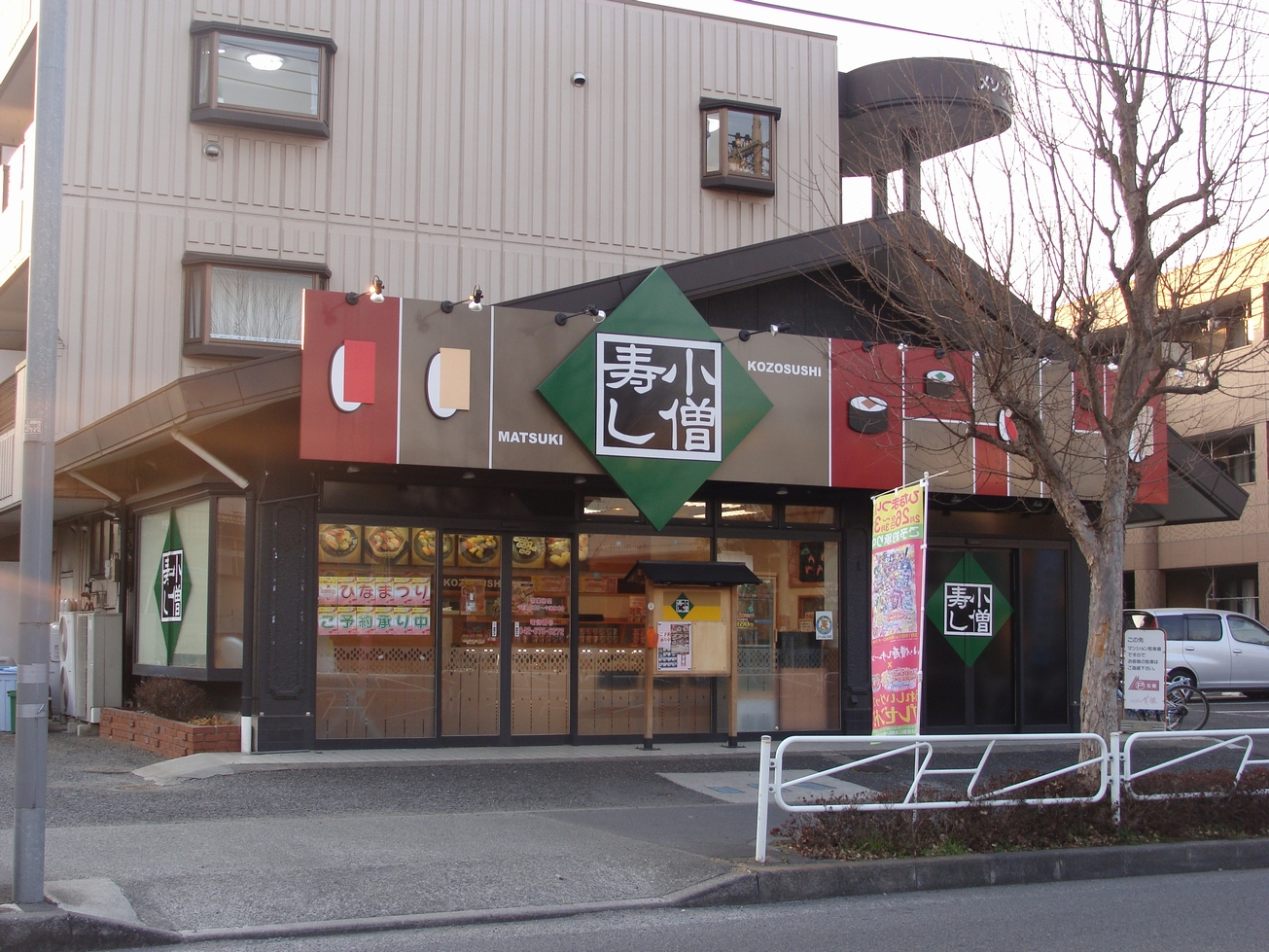
小僧寿し（松木店）以前出店していた店舗

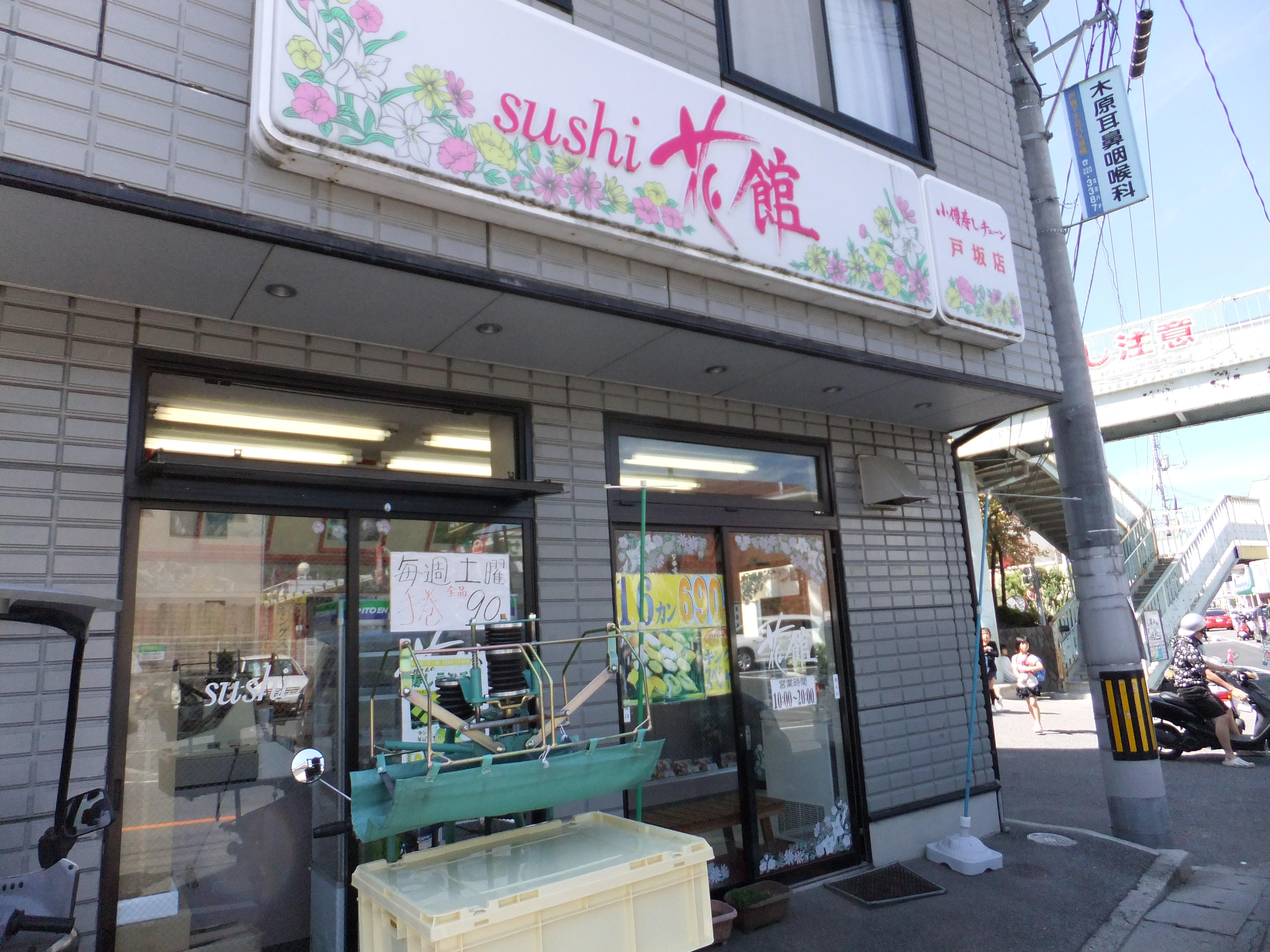
小僧寿し（戸坂店）以前出店していた店舗

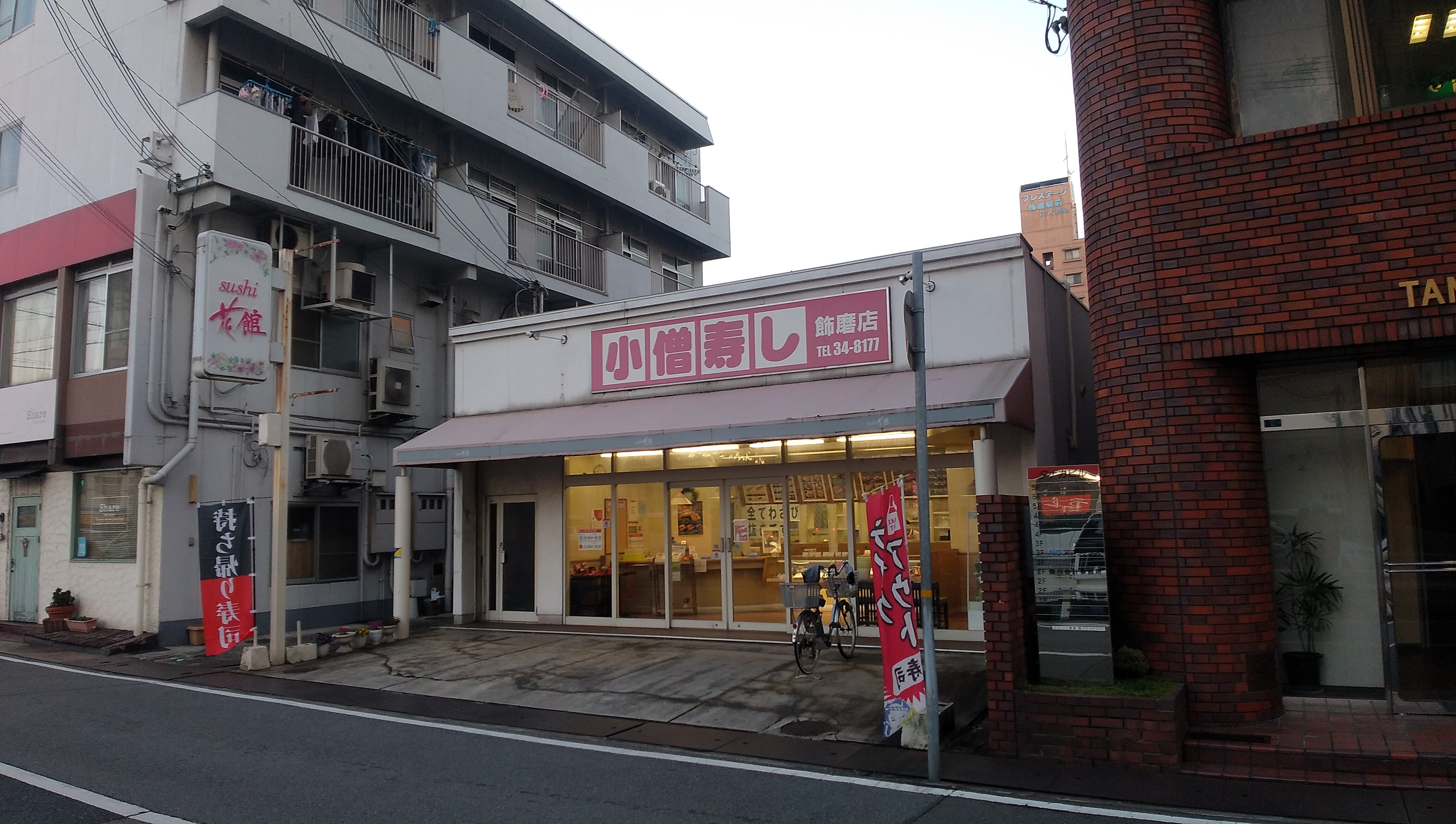
小僧寿し飾磨店。（兵庫県姫路市）

株式会社小僧寿し（こぞうすし、英語: Kozosushi Co., LTD.）は、店舗スタイルの持ち帰り寿しの専門店を展開する日本の企業。
本項では、持株会社であるKOZOホールディングス株式会社（こぞうホールディングス、英語: KOZO Holdings Co.,Ltd.））についても記述する。

## 概要
「鉢巻太助（はちまきたすけ）」をキャラクターとする持ち帰り寿司チェーン店小僧寿しを、2023年7月22日現在159店舗営む。ほかに立ち食い寿司店の鉢巻太助、子会社の茶月東日本が運営する茶月、ラーメン店麺屋黒琥（めんやくろこ）などがある。

## 歴史
1964年（昭和39年）創業の「スーパー寿司・鮨桝」は、1968年（昭和43年）にフランチャイズを採用して国内各地で開店して海外へ進出した。1979年（昭和54年）に年商531億円で外食産業日本一となる。
絶頂期の1987年には直営店とフランチャイズ加盟店合わせて約2300店となり、1991年にチェーン全体の売上高が1000億円を超えた。1990年代以降も持ち帰り寿司の販売をビジネスモデルとして固守したが、この頃より回転寿司チェーンが台頭し、またスーパーや百貨店も寿司販売に傾注するようになり、2000年に入ると持ち帰り寿司市場やかっぱ寿司、くら寿司、スシローなどの回転寿司と競合が激化して売り上げを徐々に落としていった。売上は2011年に200億円、2015年に60億円と1991年から16分の1以下へ激減し、2000年代以降は赤字体質が定着した。ちよだ鮨や京樽などの同業他社がおもに駅前やショッピングセンターへ出店したが、小僧寿しは住宅街に固執した。
2014年11月14日に赤字を脱却するため、2015年7月までに不採算店100店を閉鎖して半数の50店をラーメン店「麺や小僧」へ業態転換すると発表するも、2016年5月13日にラーメン事業から撤退を発表した。
その後も赤字を脱せず、2010年12月期から赤字決算が10年連続する。2018年に債務超過状態で買収したデリズがのれんを減損処理し、10億円超の債務超過となる。2018年12月期に連結ベースで債務超過となり、継続企業の前提に関する注記が付され、2019年3月27日に東京証券取引所から上場廃止の猶予期間入りに指定され、株主優待を廃止した。
「小僧寿し」「茶月」に複数ブランド店舗を併設するリブランド化や既存店舗を宅配店舗へ転換するなど経営改善して、2019年12月期に連結ベースで債務超過を解消した。
前述の経営危機要因となった買収会社のデリズは、2020年8月に「とり鉄」などを運営するJFLAホールディングスと100店舗のエリアフランチャイズ契約を締結し、フランチャイズ加盟金の安定的収入元を得た。
小僧寿しは2018年に出前館と提携するなどデリバリー体制を整えており、さらに2020年にはUberEatsなどで配達する体制を整えたことが、コロナ禍による「巣ごもり需要」に応える形となり、2020年12月期に黒字化。2021年2月19日に債務超過を脱して株式注記が解消された。一方で、持ち帰り寿司事業自体は赤字から脱却できないままである。
コロナ禍の2020年2月と2021年2月の比較で、デリバリー事業は8.4%、持ち帰り寿司事業は19.1%とそれぞれ高い成長率を維持した。しかし競争も激化し、2021年12月期には再び赤字となる。
2021年6月、居酒屋「とり鉄」などを運営する株式会社トランセアを買収。2022年7月、北海道ラーメンの「どさん子」や鳥料理の「ぢどり亭」などを運営する株式会社アスラポートを買収。2022年10月、JFLAホールディングス傘下企業よりメキシカン・ファストフード「Taco Bell（タコベル）」事業を譲受。
2024年7月1日付で持株会社制に移行。株式会社小僧寿し（初代）はKOZOホールディングス株式会社に商号変更され、事業は2024年2月に設立した株式会社小僧寿し（2代、株式会社小僧寿し準備会社から商号変更）が継承した。

### 年表
- 1964年 - 「スーパー寿司・鮨桝」創業。
- 1965年 - 株式会社鮨桝 設立。
- 1970年 - シンエーフーヅ株式会社が、小僧寿し事業部を開設。「小僧寿し」チェーンの展開開始。
- 1972年 - 株式会社小僧寿し本部設立。
- 1986年 - 大阪府吹田市へ本社移転。
- 1990年 - 「sushi花館」店舗を展開開始。
- 1994年 - 株式を店頭公開。
- 2002年 - 株式会社東京小僧寿しを吸収合併。東京都豊島区南池袋へ本社移転。
- 2004年 - ジャスダック証券取引所に上場。
- 2005年 - 株式会社すかいらーくと資本業務提携。
- 2006年 - 株式会社すかいらーくの株式公開買付により、同社の連結子会社化。
- 2007年 - 東京都武蔵野市境南町へ本社移転。
- 2008年 - 株式会社小僧寿し静岡、株式会社小僧寿し長野、株式会社小僧寿し岡山を解散。
- 2011年 - 東京都立川市錦町へ本社移転。
- 2012年
  - 2月 - すかいらーくとの資本業務提携を解消[16]。イコールパートナーズ株式会社が、すかいらーく所有の株式を買い取ることを目的に、小僧寿し本部に対して株式公開買付の実施を決定[17]。
  - 6月 - 株式会社小僧寿し本部から株式会社小僧寿しへ商号変更[18]。東京都中央区築地に本社移転[19]。
  - 8月 - 第三者割当増資による新株発行および親会社の保有する株式の売却により、イコールパートナーズの連結子会社から外れる[20][21]。
  - 10月 - 子会社の茶月東日本（同年9月設立）が、春陽堂グループから持ち帰り寿司チェーン「茶月」「神田一番寿司」「百花撰」のうち、関東地区の直営60店舗とFC27店舗の営業を譲受[22]。
- 2013年
  - 3月 - イコールパートナーズが保有株式の一部を売却し、「その他の関係会社」でなくなる[23]。
  - 10月 - 会社分割により、直営店舗の営業機能を株式会社東京小僧寿しに継承[24]。
- 2016年
  - 5月 - 株式会社阪神茶月および株式会社スパイシークリエイトを子会社化[25]。
  - 6月 - 高齢者・介護関連事業を営む株式会社けあらぶ、および同社子会社の介護サポートサービス株式会社を連結子会社化[26]。
  - 9月 - 本社を東京都品川区西五反田に、本店を東京都中央区新富に移転[27]。
  - 11月 - 株式会社アスラポート・ダイニングと資本業務提携[28][29]。
- 2017年
  - 7月 - 株式会社東京小僧寿し（存続会社）と、株式会社茶月東日本（消滅会社）が合併。
  - 8月 - 株式会社スパイシークリエイト（存続会社）と、株式会社阪神茶月（消滅会社）が合併。
- 2018年6月 - 株式会社デリズを子会社化[30]。
- 2019年12月 - 株式会社けあらぶの全株式を東洋商事に譲渡[31]。
- 2020年
  - 5月 - からあげ専門店「元祖からあげの中津家 国立店」が新規開店。
  - 11月 - 株式会社東京小僧寿しを吸収合併。
- 2021年3月31日 - スーパーマーケット運営会社・株式会社だいまる（栃木県宇都宮市）の全株式を取得[32]。
- 2022年
  - 7月1日 - 旧アスラポート（JFLAホールディングス子会社）の新設分割により、設立される新アスラポートの全株式を取得[33]。
  - 10月3日 - 旧TBJ（JFLAホールディングス子会社）の新設分割により、設立される新TBJの全株式を取得[34]。
- 2023年10月1日 - アスラポート株式会社（存続会社）と、株式会社Tlanseair（消滅会社）が合併[35]。
- 2024年7月1日 - 持株会社制に移行。株式会社小僧寿し（初代）はKOZOホールディングス株式会社に商号変更。事業は2024年2月に設立した株式会社小僧寿し（2代、株式会社小僧寿し準備会社から商号変更）が継承。

## 事業内容

### 持ち帰りすし事業等
- 小僧寿し

全国で直営71店舗、FC115店舗を運営する持ち帰りすし専門店とECサイトを運営
- 茶月（株式会社東京小僧寿し）

東京都内、兵庫県（西宮市）で持ち帰り、宅配寿司専門店を運営
- カレーハウススパイシー（株式会社スパイシークリエイト）

大阪、兵庫、京都でカレーを主にした洋食レストラン運営
- イタリア料理サンマルコ（株式会社スパイシークリエイト）

京都 長岡京市 に店舗を持つ、パスタやピザなどのイタリア料理レストラン
- だいまるストア（株式会社 だいまる）

栃木 宇都宮市 に店舗を持つ食品スーパー

### デリバリー事業
- デリズ（株式会社 デリズ）

福岡県 福岡市 に本社がある複合型フードデリバリーサービス、有名シェフや有名飲食店（ゴーゴーカレーとキムカツ など）、オリジナルを含むブランド運営サービスを行っている 

### 外食事業
- とり鉄（アスラポート株式会社）

鶏肉（焼き鳥）をメインにした居酒屋を運営
- かぐらや

東京 千代田区 肉鍋や自家製蕎麦を中心とした飲食店
- 小鉄屋

東京都内で焼き鳥、餃子をメインにした低価格帯居酒屋を運営
- とりでん

釜めしと串焼きをメインにした飲食店

## かつてのフランチャイジー
- 関西スーパーマーケット - 1988年（昭和63年）5月に、当時展開していた23店を株式会社小僧寿し関西地区本部へ営業譲渡した。
- 小僧寿し山陽グループ - 広島県福山市に本社を置き、広島県東部と岡山県で店舗を展開したが、売上が減少して2014年（平成26年）11月24日に事業を廃止し、12月10日に広島地方裁判所が破産手続開始を決定して倒産[41]した。
- イズミ
- 丸和[注 3] - 福岡県と山口県の大規模フランチャイジーであったが、小僧寿しのすかいらーくグループ入りを機に2007年（平成19年）8月末で契約を解消し、独自ブランド「寿司本舗 季咲楽」へ転換したが、丸和の経営不振や不認知から大半の店舗が短期間で閉店し、山口県西部で一部店舗が残存する。

## 特徴的店舗
2007年初頭まで存在した青森県弘前市の城東高田店はコンビニエンスストア「ミニストップ」城東高田店と併設で、営業時間は11時から19時、ミニストップは24時間営業した。入店口は個別だが「小僧寿し」営業中は相互移動が可能で、「キッズコーナー」があった。

## 広告

### スポンサー番組
以下はいずれも、かつてスポンサードした番組である。
- ドラえもん - タイアップ企画を行っていたこともあった。
- おはようワイド・土曜の朝に
- 加トちゃんケンちゃんごきげんテレビ
- やっぱり猫が好き - 第2シーズン
- たけし・逸見の平成教育委員会
- 痛快なりゆき番組 風雲!たけし城
- ドラゴンクエスト

### CMモデル
- 井上順 - 一時期CMモデルを務めた。
- 中村敦夫 - 一時期CMモデルを務めた。
- 三代目三遊亭圓歌 - 一時期CMモデルを務めた。
- 大山のぶ代 - 一時期CMモデルを務めた。また、ドラえもんの声で出演している。
- 山口弘美 - 1992-1993年にCMモデルを務めた。
- 藤本美貴 - 2012年8月から。テレビCMでは、「鉢巻太助」と自身の愛称（ミキティ）にちなんで、「はちまきまきてぃ」というキャラクターに扮する[42]。

## 社名の由来
志賀直哉の小説『小僧の神様』に由来する。